# Dineutus mucronatus
Dineutus mucronatus là một loài bọ cánh cứng trong họ van Gyrinidae. Loài này được Sturm miêu tả khoa học năm 1843.